# Itauçu
Itauçu é um município brasileiro do estado de Goiás.  Sua população estimada em 2016 era de 8.988 habitantes.

## História
Itauçu recebeu status de município pela lei estadual nº 175 de 11 de outubro de 1948, com território desmembrado de Itaberaí.
Nasce em Itauçu o Rio Meia Ponte na Serra dos Brandões. O Rio é um dos mais importantes do estado, pois sua bacia hidrográfica abastece a capital Goiânia e cerca de 50 porcento da população goiana. O Rio e utilizado para diversos fins, dede abastecimento de água, irrigação de lavouras, dessedentação de animais e lazer.
A cidade foi reconhecida como a capital do salgado devido as lanchonetes da cidade que fica a 59 km de Goiânia capital do estado. Tendo um atendimento 24 horas por dia na GO 070 é uma referência pra quem vai na rota do rio Araguaia.

## Toponímia
Itauçu significa, em Tupi Guarani, "pedra grande". Seu primeiro nome foi "Catingueiro Grande" depois Cruzeiro do Sul. Outras interpretações traduzem como "pedra dura" e também, ao pé da letra, como "grande pedra preta". De itá: pedra; u: preto, negro; e uçu: grande.
Em legítimo tupi antigo, o nome seria Itaguaçu. A forma "usu" é usada apenas após palavras paroxítonas.

## Cultura e Meios de Comunicação
| Nome            | Local    |
| --------------- | -------- |
| Jornal Mercadão | Inhumas  |
| Goiás Adentro   | Itaberaí |
| Pedra Grande FM | Itauçu   |